# 挪威驻广州总领事馆
挪威王国驻广州总领事馆（挪威語：Generalkonsulatet for Kongeriket Norge i Guangzhou），简称挪威驻广州总领事馆（挪威語：Norges generalkonsulat i Guangzhou），位於中信廣場1802室，于2008年7月4日建馆，10月份开始办理赴挪威签证业务。
2023年，挪威外交部宣布将在2024年关闭驻广州的总领事馆。2024年6月30日，挪威驻广州总领事馆正式闭馆。

## 领区
挪威驻广州总领事馆闭馆前，领区包括广东省、广西壮族自治区、海南省、福建省。闭馆后，广东、广西、海南纳入挪威驻华大使馆的领区，福建纳入驻上海总领事馆的领区。